# Фадеева, Ксения Владиславовна
Ксения Владиславовна Фадеева (род. 2 февраля 1992, Томск) — российская политическая деятельница, глава Штаба Навального в Томске. Признана политической заключённой правозащитным центром «Мемориал». Депутат Думы города Томска в 2020—2024 годах. 1 августа 2024 года освобождена в рамках обмена заключёнными между Россией и Западом.

## Биография
Фадеева родилась 2 февраля 1992 года в Томске. В 2014 году она окончила факультет международного управления Томского государственного университета.
Была членом движения «Солидарность». В 2015 году она выходила на пикеты в поддержку местного телеканала ТВ2, который закрывали власти. В том же году стала региональным координатором движения «Голос» в Томске. Также она помогала бездомным животным.
В 2017 году в Томске открылся Штаб Навального и Фадеева стала заместительницей его главы, позднее — его главой. Перед началом работы штаба неизвестные проткнули шины её автомобиля и залили дверь её квартиры монтажной пеной.
Местные власти отказывались согласовывать протестные акции в центре города и систематически задерживали Фадееву за участие в них как в несанкционированным. В результате её несколько раз штрафовали, а также дважды арестовывали — на 10 и 15 суток. После двух задержаний Фадеева стала реже принимать участие в протестах из-за «дадинской» статьи, по которой третий арест означал риск возбуждения уголовного дела и тюремного срока.
13 сентября 2020 года Фадеева была избрана депутатом Думы города Томска по Кировскому одномандатному избирательному округу № 4. По мнению Фадеевой, этому способствовали мобилизация сторонников Навального после его отравления и выход расследования Навального «Томск в плену у депутатской мафии». Её полномочия как депутата прекращены 11 июня 2024 года в связи с вступлением 28 мая 2024 года в силу обвинительного приговора по уголовному делу.

### Политическое преследование
В апреле 2021 года прокуратура Москвы потребовала признать структуры Навального экстремистскими, после чего они были закрыты. В июне Мосгорсуд признал Штабы Навального экстремистскими. Большинство глав региональных Штабов Навального уехали из России, но Фадеева отказалась покинуть Томск.
В декабря 2021 года у Фадеевой прошёл обыск по делу Штабов Навального и суд запретил ей пользоваться интернетом, общаться с кем-либо, кроме родственников и адвокатов, и посещать массовые мероприятия. В августе 2023 года началось рассмотрение дела Фадеевой в Советском районном суде Томска. В октябре суд изменил ей меру пресечения на домашний арест, а позднее — на заключение в СИЗО. Правозащитный центр «Мемориал» признал Фадееву политической заключённой.
Издание «Медиазона» пишет, что обвинение по делу Фадеевой состояло преимущественно из действий руководителей организаций Навального, а про собственно действия Фадеевой там не было. Сама Фадеева говорила, что «я как будто иду там так, через запятую». В качестве свидетелей обвинения выступали другие бывшие сотрудники Штабов Навального, пошедшие на сделку со следствием. Сторона обвинения представляла доказательства на 25 судебных заседаниях на протяжении нескольких месяцев, а стороне защиты было дано только четыре дня.
В декабре 2023 года суд признал Фадееву виновной по статьям об организации экстремистского сообщества с использованием служебного положения (часть 3 статьи 282.1 УК) и об участии в некоммерческой организации, посягающей на личность и права граждан (часть 3 статьи 239 УК) и приговорил к 9 годам колонии и 500 тысяч рублей штрафа. В июне 2024 года депутатские полномочия Фадеевой были досрочно прекращены в связи с приговором суда.
В мае 2024 года Юлия Навальная объявила, что передаст денежную часть Дрезденской премии, вручённой её мужу, семьям политзаключённых Ксении Фадеевой и Лилии Чанышевой. Сообщалось, что семья Ксении Фадеевой отказалась от этой денежной помощи.

### Освобождение
1 августа 2024 года была освобождена в рамках обмена заключёнными между Россией и Западом.